# Arzfeld
Arzfeld ist eine Ortsgemeinde im Eifelkreis Bitburg-Prüm in Rheinland-Pfalz. Sie ist Verwaltungssitz der gleichnamigen Verbandsgemeinde, der sie auch angehört. Arzfeld ist gemäß Landesplanung als Grundzentrum ausgewiesen.

## Geographie
Arzfeld liegt auf der Islek-Hochfläche im Naturpark Südeifel.
Die Gemeinde gliedert sich in die Ortsteile Arzfeld, Halenbach, Hickeshausen, Hölzchen und Neurath. Zum Ortsteil Arzfeld gehören auch die Wohnplätze Am Zechenbüsch, Arzfelderhöhe, Arzfeldermühle, Auf der Kehr, Auf der Sonne und Prümerbach sowie der Weiler Dreis; zu Hölzchen gehört der Weiler Langenfeld.

## Geschichte
Der Ort wurde erstmals in einer Urkunde von 1344 als Artsu(v)elt erwähnt.
Das gesamte heutige Gemeindegebiet gehörte bis zum Ende des 18. Jahrhunderts zum Herzogtum Luxemburg. Arzfeld, Halenbach und Hickeshausen gehörten zur Herrschaft Dasburg, Hölzchen und Neurath zur Herrschaft Neuerburg. Nach der Annexion der Österreichischen Niederlande, zu denen das Herzogtum Luxemburg gehörte, durch französische Revolutionstruppen wurden die fünf Gemeinden 1795 dem Kanton Arzfeld im Departement der Wälder zugewiesen. Aufgrund der Beschlüsse auf dem Wiener Kongress wurde 1815 das vormals luxemburgische Gebiet östlich der Sauer und der Our dem Königreich Preußen zugesprochen. Unter der preußischen Verwaltung kamen die Orte 1816 zum neu errichteten Kreis Prüm im Regierungsbezirk Trier. Arzfeld wurde Sitz einer Bürgermeisterei, zu der auch Neurath sowie Irrhausen gehörten. Halenbach gehörte zur Bürgermeisterei Lichtenborn, Hickeshausen zur Bürgermeisterei Eschfeld und Hölzchen zur Bürgermeisterei Ringhuscheid.
Am 1. Juli 1971 wurde die bis dahin selbständige Gemeinde Hickeshausen (18 Einwohner) nach Arzfeld eingemeindet, die Eingemeindung von Halenbach (58 Einwohner), Hölzchen (95) und Neurath (103) erfolgte am 1. Juni 1972.

### Pfarrei Arzfeld
Als Pfarrei gehörte Arzfeld bis 1801 zum Dekanat Stablo in der Diözese Lüttich, bis 1817 zum Bistum Metz und seitdem zum Bistum Trier.

### Poststation Arzfeld
Spätestens seit 1522 bestand in Arzfeld eine Poststation am Niederländischen Postkurs von Brüssel über Augsburg nach Innsbruck, Südtirol und Italien. Diese Poststation wurde auch 1537 und später häufig urkundlich erwähnt. Erst im Zuge der Routenverlagerung im späten 17. Jahrhundert unter Einbeziehung der Städte Luxemburg und Trier erfolgte in den Jahren 1680/81 die Schließung, wobei der Sohn des letzten Arzfelder Posthalters nach Steinfort versetzt wurde.

### Bevölkerungsentwicklung
Die Entwicklung der Einwohnerzahl von Arzfeld bezogen auf das heutige Gemeindegebiet; die Werte von 1871 bis 1987 beruhen auf Volkszählungen:
| Arzfeld: Einwohnerzahlen von 1815 bis 2024 | Arzfeld: Einwohnerzahlen von 1815 bis 2024 | Arzfeld: Einwohnerzahlen von 1815 bis 2024 | Arzfeld: Einwohnerzahlen von 1815 bis 2024 | Arzfeld: Einwohnerzahlen von 1815 bis 2024 |
| ------------------------------------------ | ------------------------------------------ | ------------------------------------------ | ------------------------------------------ | ------------------------------------------ |
| Jahr                                       |                                            |                                            |                                            | Einwohner                                  |
| 1815                                       | 1815                                       |                                            | 514                                        | 514                                        |
| 1835                                       | 1835                                       |                                            | 657                                        | 657                                        |
| 1871                                       | 1871                                       |                                            | 718                                        | 718                                        |
| 1905                                       | 1905                                       |                                            | 857                                        | 857                                        |
| 1939                                       | 1939                                       |                                            | 937                                        | 937                                        |
| 1950                                       | 1950                                       |                                            | 915                                        | 915                                        |
| 1961                                       | 1961                                       |                                            | 1.061                                      | 1.061                                      |
| 1970                                       | 1970                                       |                                            | 1.150                                      | 1.150                                      |
| 1987                                       | 1987                                       |                                            | 1.168                                      | 1.168                                      |
| 1997                                       | 1997                                       |                                            | 1.224                                      | 1.224                                      |
| 2005                                       | 2005                                       |                                            | 1.303                                      | 1.303                                      |
| 2011                                       | 2011                                       |                                            | 1.363                                      | 1.363                                      |
| 2017                                       | 2017                                       |                                            | 1.364                                      | 1.364                                      |
| 2024                                       | 2024                                       |                                            | 1.488                                      | 1.488                                      |
|                                            |                                            |                                            |                                            |                                            |

## Politik

### Gemeinderat

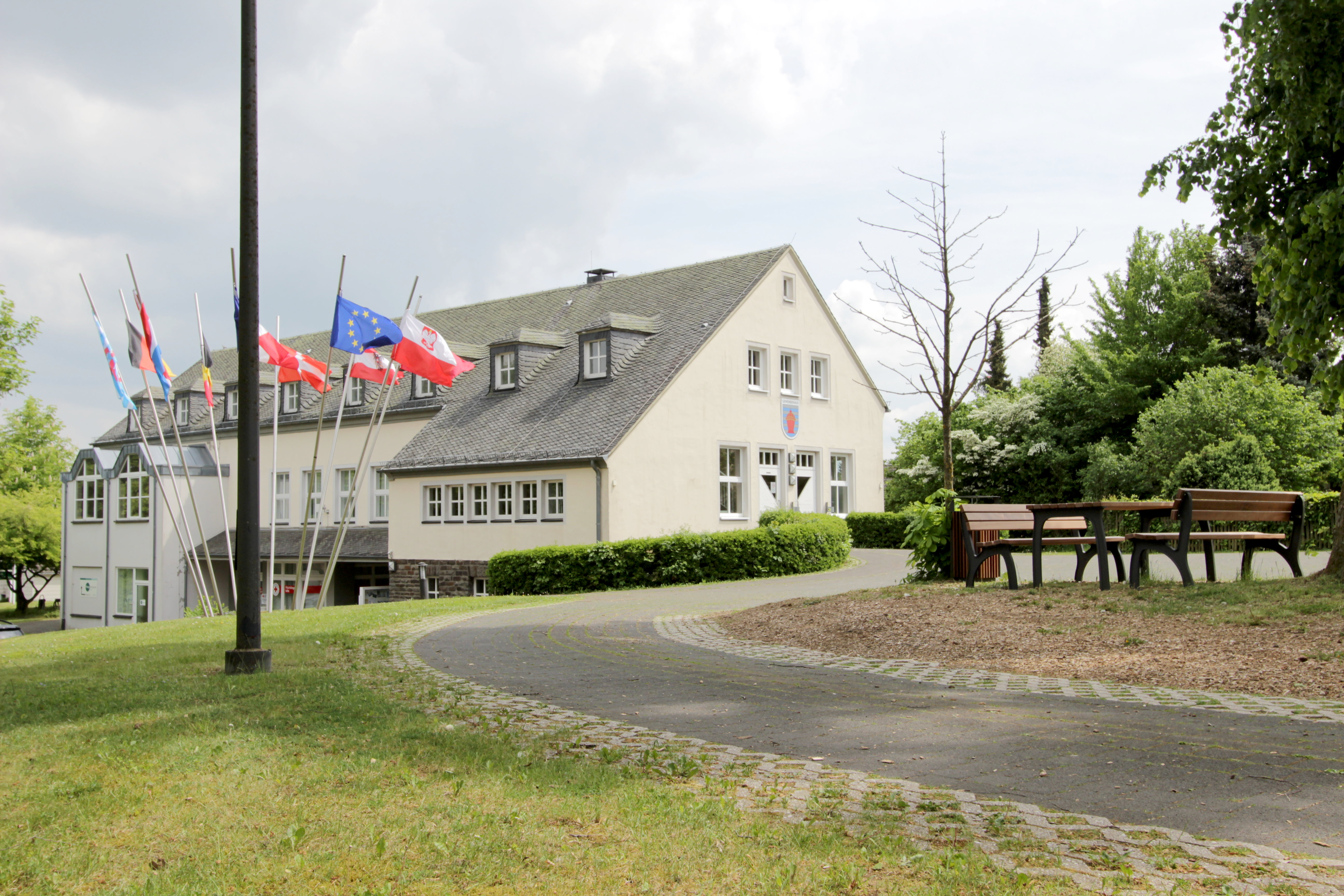
Dorfgemeinschaftshaus mit Touristeninformation

Der Gemeinderat in Arzfeld besteht aus 16 Ratsmitgliedern, die bei der Kommunalwahl am 9. Juni 2024 in einer personalisierten Verhältniswahl gewählt wurden, und dem ehrenamtlichen Ortsbürgermeister als Vorsitzendem.
Die Sitzverteilung im Gemeinderat:
| Wahl | SPD | CDU | FWG | Gesamt   |
| ---- | --- | --- | --- | -------- |
| 2024 | 3   | 10  | 3   | 16 Sitze |
| 2019 | 4   | 8   | 4   | 16 Sitze |
| 2014 | 4   | 7   | 5   | 16 Sitze |
| 2009 | 4   | 7   | 5   | 16 Sitze |
| 2004 | 6   | 10  | 0   | 16 Sitze |

- FWG = FWG Arzfeld e. V.

### Bürgermeister
Thomas Klar (CDU) wurde am 9. Juli 2024 Ortsbürgermeister von Arzfeld. Bei der Direktwahl am 9. Juni 2024 war er mit einem Stimmenanteil von 83,7 % ohne Gegenkandidaten zum neuen Bürgermeister gewählt worden.
Klars Vorgänger Walter Heinisch (CDU) hatte das Amt am 2. Juli 2019 übernommen. Bei der Direktwahl am 26. Mai 2019 war er mit einem Stimmenanteil von 61,58 % für fünf Jahre gewählt worden. Zur Wahl 2024 trat Heinisch nicht erneut an.
Vor Heinisch hatten Peter Antweiler (FWG, Ortsbürgermeister von 2014 bis 2019), Alfons Kockelmann (CDU, 2004 bis 2014) und Ernst Hitzges (SPD, 1989 bis 2004) das Amt inne.

### Wappen
| Wappen von Arzfeld | Blasonierung: „In zehnmal von Silber und Blau geteiltem Schilde eine rote Salbenbüchse mit goldenem Kreuz und goldenen Zierstäben.“ |
| Wappen von Arzfeld | Wappenbegründung: Arzfeld gehörte ehedem zur Landesherrschaft Herzogtum Luxemburg, deshalb die luxemburgischen Farben im Schilde. Die Salbenbüchse ist Attribut der Pfarrpatronin von Arzfeld, Sankt Maria Magdalena. Das Wappen wurde von Amtsbürgermeister a. D. Decku aus St. Wendel entworfen. Der Ortsgemeinde Arzfeld wurde am 17. Januar 1968 die Genehmigung zur Führung eines eigenen Wappens durch das Ministerium des Inneren Rheinland-Pfalz erteilt. |

### Partnerschaft

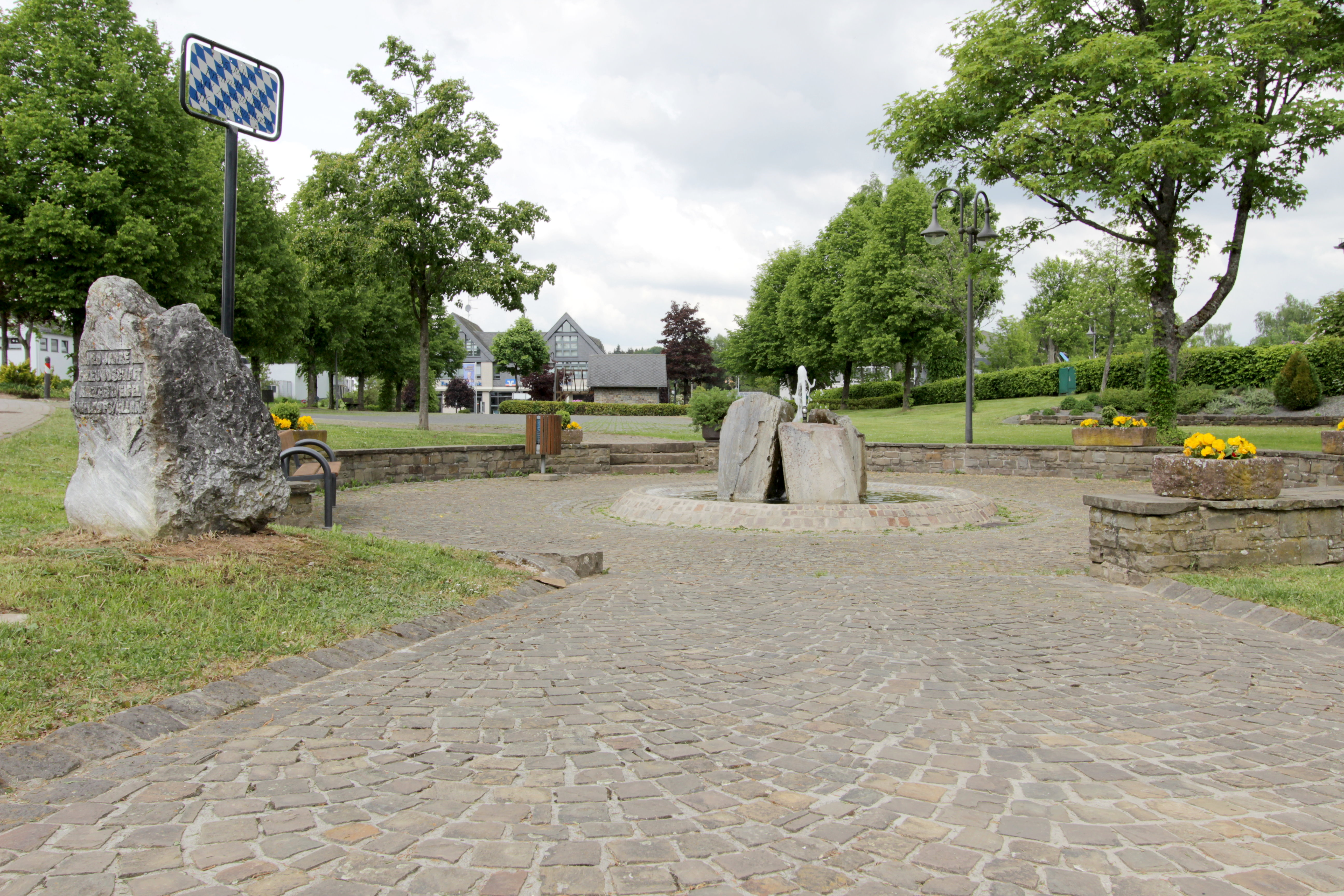
Dorfplatz der Ortschaft

Arzfeld hat eine Partnerschaft mit dem Ortsteil Willofs der bayrischen Gemeinde Obergünzburg im Allgäu. Der Dorfplatz an der Kirche ist der über 20-jährigen Freundschaft zwischen den Orten Arzfeld und Willofs gewidmet.

## Kultur und Sehenswürdigkeiten

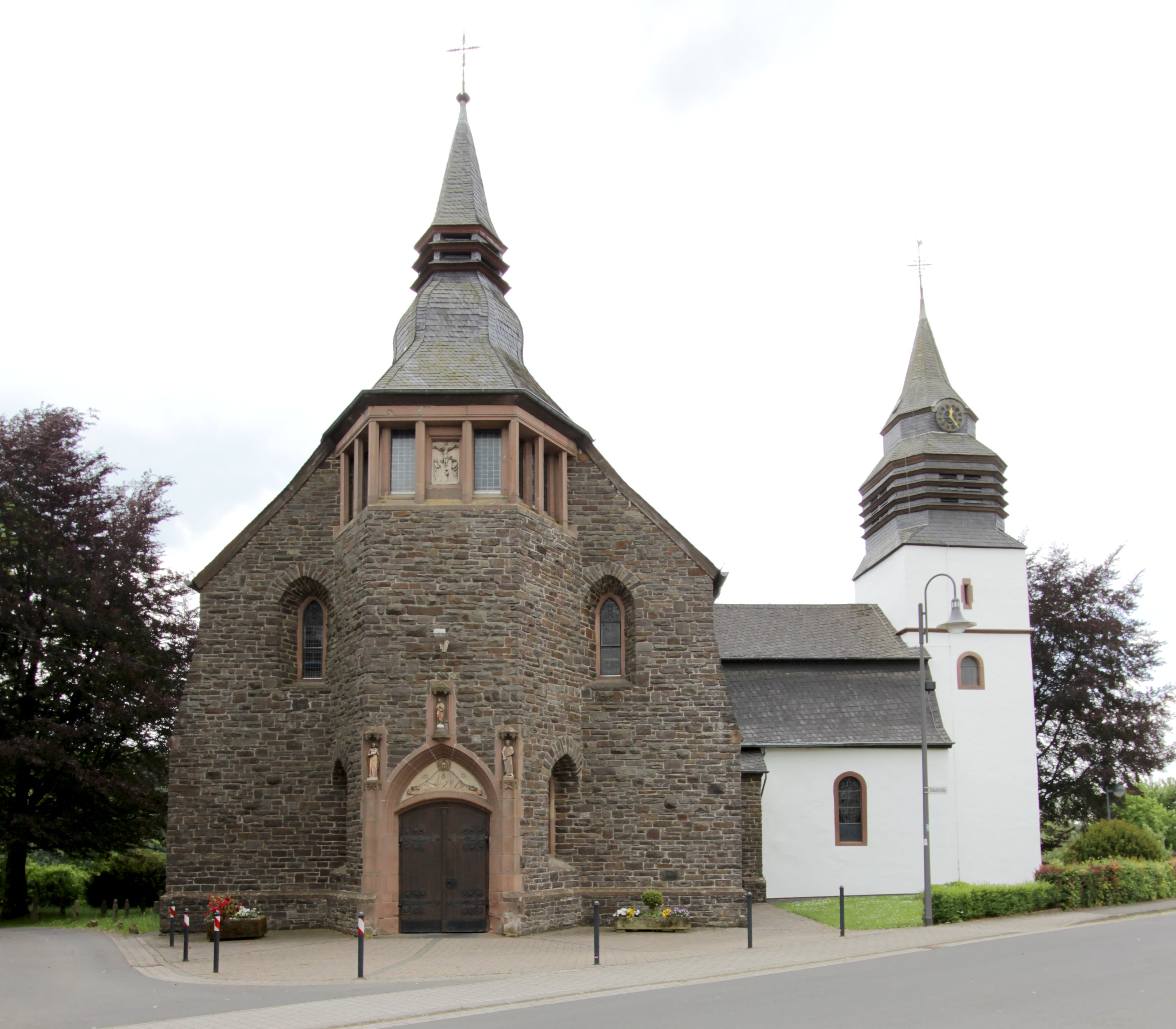
St. Maria Magdalena

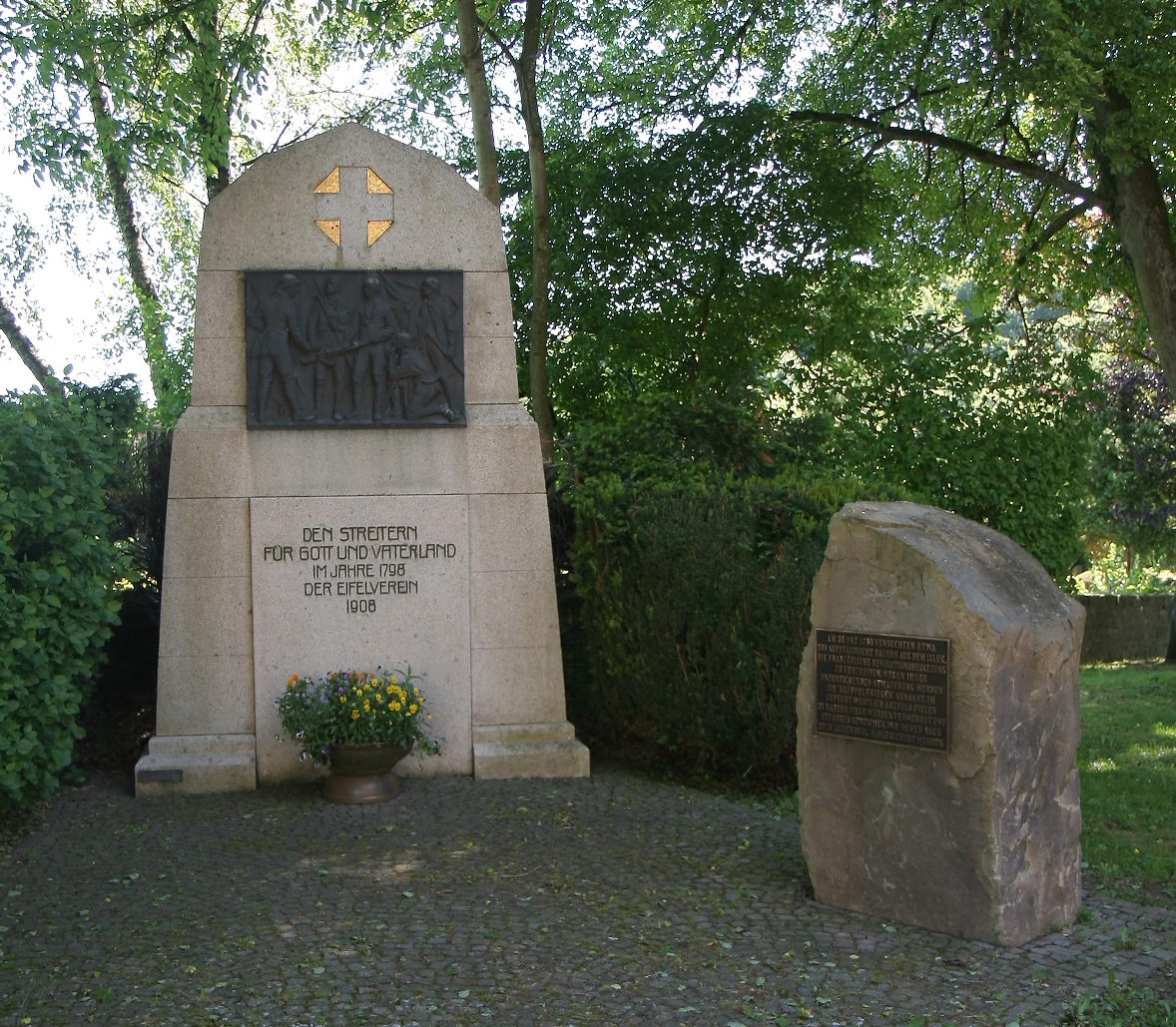
Denkmal zur Erinnerung an den Klöppelkrieg

### Bauwerke
- Katholische Pfarrkirche St. Maria Magdalena aus dem 15. oder 16. Jahrhundert
- Katholische Filialkirche St. Luzia aus dem 15. Jahrhundert im Ortsteil Hölzchen
- Stalingradkapelle an der B 410, erbaut von einem Arzfelder auf Grund eines Versprechens im Zweiten Weltkrieg in Russland. Die Marienfigur wurde aus dem Wellenbaum einer Mühle geschnitzt.
- Bahnhof Arzfeld von 1907
- Wegekapelle von 1899 in der Hauptstraße
- Über das Gemeindegebiet sind mehrere Wegekreuze verteilt

Siehe auch: Liste der Kulturdenkmäler in Arzfeld

### Grünflächen und Naherholung
- Klöppelkriegdenkmal zur Erinnerung an den Klöppelkrieg von 1795
- Wanderrouten in und um Arzfeld[23]
- Premium-Wanderwege des Naturparks Südeifel[24]
- Zwei Kinderspielplätze
- Stausee
- Bahntrassenradweg

### Regelmäßige Veranstaltungen
- Jährliches Kirmes- bzw. Kirchweihfest wird am Wochenende nach dem 22. Juli (Maria Magdalena) gefeiert
- Traditionelles Ratschen oder Klappern am Karfreitag und Karsamstag
- Burgbrennen am ersten Wochenende nach Aschermittwoch (sogenannter Scheef-Sonntag)[25][26]

## Wirtschaft und Infrastruktur

### Einrichtungen und Betriebe
In Arzfeld befindet sich eine DRK-Rettungswache und eine Straßenmeisterei, eine Sozialstation der Caritas, ein Kindergarten, eine Grundschule mit Turnhalle und ein Kunstrasensportplatz. Das Personal der Feuerwehr umfasst 36 ausgebildete und einsatzfähige Feuerwehrleute. Es gibt einen Allgemeinarzt und eine Apotheke sowie eine Seniorenresidenz mit betreutem Wohnen.
Arzfeld verfügt über Baumarkt, Supermarkt, Metzger und Bäcker, Beherbergungs- und Einkehrmöglichkeiten sowie einen Autohändler mit Werkstatt und eine Elektrotechnik-Firma. Darüber hinaus unterhalten sowohl die Kreissparkasse Bitburg-Prüm als auch die Raiffeisenbank Westeifel eG in Arzfeld Filialen.
Die Errichtung einer Photovoltaik-Freiflächenanlage in Arzfeld wurde im Jahr 2010 durch die Firma F&S Solar aufgenommen, die Inbetriebnahme durch den Betreiber ISLEK Energie AöR fand am 30. September 2011 statt. Insgesamt können circa 420 Haushalte mit der Anlage versorgt werden. Die Anlage besteht aus 6268 Modulen des Typs CSG (Crystalline Silicon on Glass) Solar CSG 235 Wp poly auf 538 Tischen zu je elf Modulen. Sie leistet eine Jahresproduktion von circa 1.399.778 kWh (950 kWh/kWp).
Siehe auch: Liste von Solarkraftwerken in Deutschland

### Verkehr
Der Ort wird von der Bundesstraße 410 durchquert. Von Arzfeld aus nach Süden führt die Kreisstraße 58. Arzfeld lag mit seinem Bahnhof an der abgebauten Bahnstrecke Pronsfeld–Neuerburg. Deren ehemalige Bahntrasse wurde zum Bahntrassenradweg ausgebaut und ist Teil des Enztal-Radwegs.